# Equisetum bowmanii
Equisetum bowmanii är en fräkenväxtart som beskrevs av Christopher Nigel Page. Equisetum bowmanii ingår i släktet fräknar, och familjen fräkenväxter. Inga underarter finns listade i Catalogue of Life.